# Дудченко Анатолій Анатолійович
Анато́лій Анато́лійович Ду́дченко (позивний «Учитель»; 13 жовтня 1973, с. Онішки Оржицького району Полтавської області — 16 червня 2023, під Вугледаром Волноваського району Донецької області) — український педагог і військовик, солдат ЗСУ, розвідник зенітного артилерійського взводу мотопіхотного батальйону 72-ї окремої механізованої бригади імені Чорних Запорожців, учасник Російсько-української війни.

## Життєпис

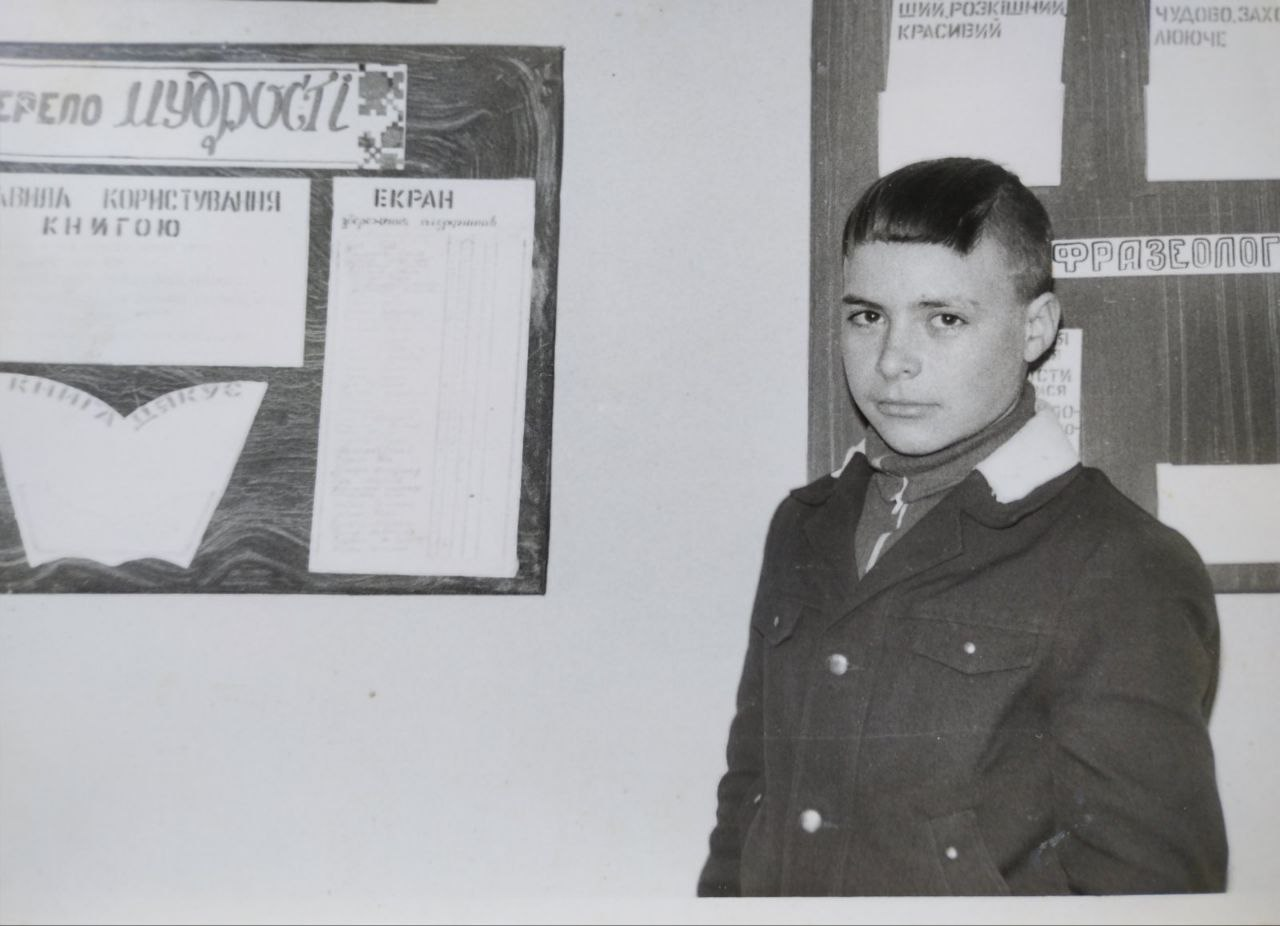
Анатолій Дудченко в шкільні роки

Анатолій Дудченко народився 13 жовтня 1973 року, проживав у селі Онішки Оржицького району Полтавської області (зараз — Лубенський район).
Закінчив Кременчуцьке педагогічне училище й повернувся в рідне село. Працював учителем молодших класів у трьох школах. Із 1 вересня 2020 року вчителював у Оржицькій ЗОШ І–III ступенів імені І. Я. Франка. У вільний час любив рибалити.
Із 26 лютого 2022 року Анатолій Дудченко служив у роті охорони Четвертого відділення Лубенського територіального центру комплектування та соціальної підтримки. 17 лютого 2023 року був призваний до 72-ї окремої механізованої бригади імені Чорних Запорожців (в/ч А2167) й зарахований на посаду розвідника зенітного артилерійського взводу мотопіхотного батальйону, перебував безпосередньо у зоні бойових дій.
Загинув Анатолій Дудченко 16 червня 2023 року під час штурмових дій у районі міста Вугледар на Донеччині, зазнавши смертельних поранень внаслідок ворожого обстрілу. Йому було 49 років. У воїна залишились дружина, мати, два сини, один з яких навчався саме в його класі, та маленька внучка, яку він ще хотів навчати.
Поховали бійця 20 червня в рідному селі.

## Нагороди та вшанування
Рішенням двадцять восьмої сесії Оржицької селищної ради восьмого скликання від 19 липня 2023 року № 26 вулиця Гагаріна в селі Онішки, на якій жив Анатолій Дудченко, перейменована на його честь.
Указом Президента України № 673/2023 від 29 вересня 2023 року «Про відзначення державними нагородами України» за особисту мужність, виявлену у захисті державного суверенітету та територіальної цілісності України, самовіддане виконання військового обов'язку Анатолій Анатолійович Дудченко нагороджений орденом «За мужність» III ступеня (посмертно).